# Mylochromis chekopae
Mylochromis chekopae és una espècie de peix de la família dels cíclids i de l'ordre dels perciformes.

## Morfologia
- Els mascles poden assolir 12,2 cm de longitud total.[4]

## Alimentació
Menja cladòcers, copèpodes i algues.

## Hàbitat
Viu en zones de clima tropical.

## Distribució geogràfica
Es troba a Àfrica: llac Malawi.